# Záslužný řád pruské koruny
Záslužný řád pruské koruny (německy Verdienstorden der Preußischen Krone) byl pruský řád. Založil ho 18. ledna 1901 německý císař a pruský král Vilém II., u příležitosti dvousetletého jubilea povýšení Pruska na království, jako vysoce záslužný řád, zřídka udělovaný (byl udělen 53 osobám, z toho 33 cizincům). Byl udělován v jediné třídě (velkostuha, hvězda). Řád zanikl pádem císařství roku 1918.

## Vzhled řádu
Odznakem je zlatý maltézský kříž, modře smaltovaný s širokým zlatým lemem. Mezi rameny kříže jsou umístěny korunované iniciály zakladatele W (Wilhelm / Vilém), ve středním medailonu pak pruská královská koruna, okolo ní se vine heslo Gott mit uns (Bůh s námi). Za vojenské zásluhy byly k odznaku připojovány dva zkřížené meče, a to mezi ramena kříže. Za výjimečné zásluhy byl řád také udělován s brilianty.
Hvězda je zlatá a osmicípá se středovým štítkem řádu umístěným doprostřed. Barva stuhy je modrá se žlutými okraji.

## Dělení a způsoby nošení
Řád se uděloval pouze v jedné třídě s odznakem na velkostuze a hvězdou.